# 파프누티 체비쇼프
파프누티 리보비치 체비쇼프{러시아어: Пафну́тий Льво́вич Чебышёв, IPA: [pɐf'n̪utʲɪ(j) 'lʲvovʲɪt͡ɕ t͡ɕɪbɨ'ʂof], 1821년 5월 16일(구력 5월 4일)-1894년 12월 8일(구력 11월 26일)}는 러시아의 수학자이다.
체비쇼프는 확률과 통계 분야의 연구로 널리 알려져 있다. 체비쇼프 부등식은 표준 편차 σ인 확률 변수 X가 평균에서 aσ이상 벗어날 확률이 1/a2보다 작다는 것이다.
{\displaystyle \Pr(|X-{\mathbf {E} }(X)|\geq a\,\sigma )\leq {\frac {1}{a^{2}}}}
체비쇼프의 부등식은 큰 수의 약한 법칙이나 소수의 분포에 대한 버트랜드의 가설을 증명하는 데 사용된다.

## 같이 보기
- 체비쇼프의 방정식